# لبریش

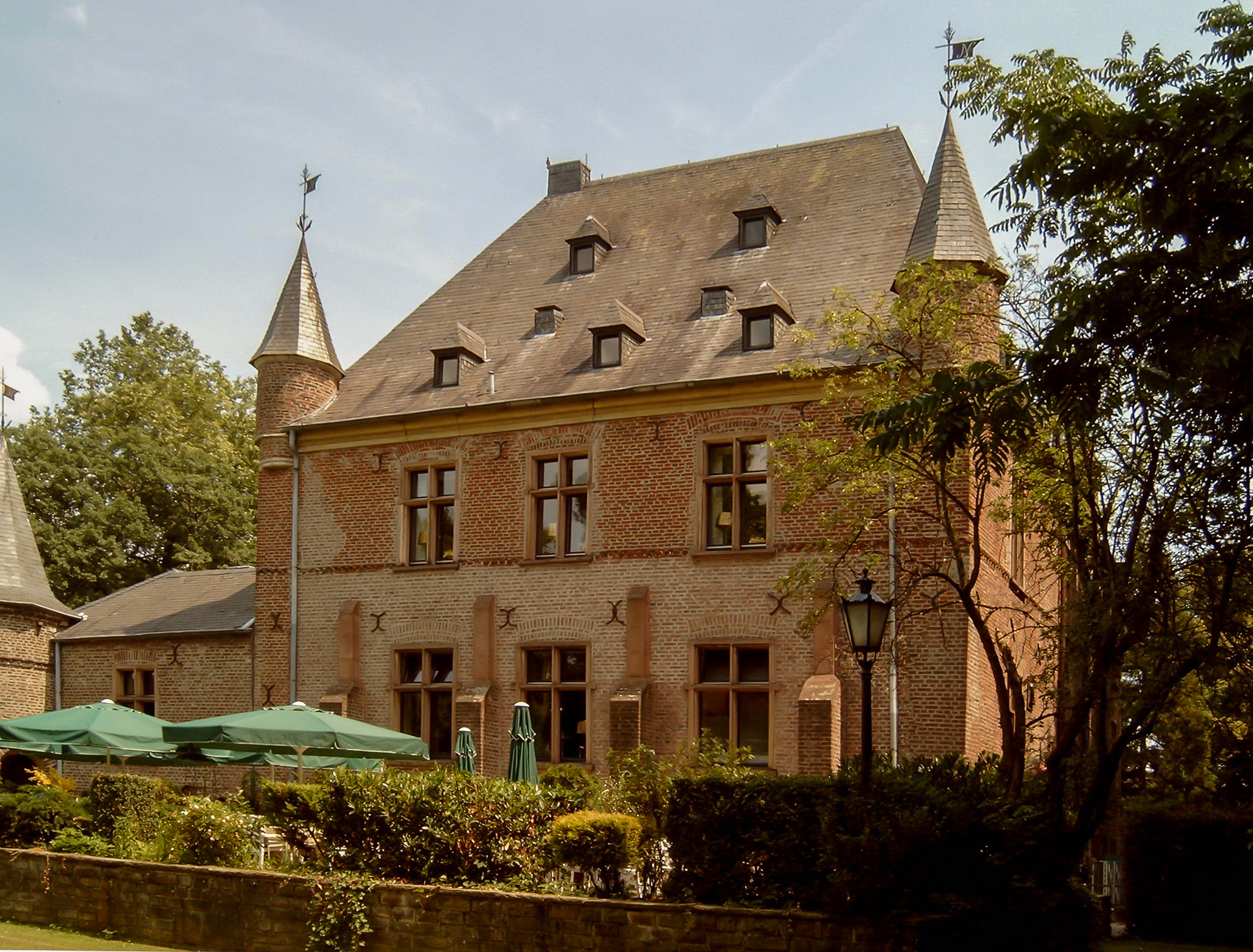
نمایی از یک دژ باستانی در لُبِریش، نزدیک به مرز هلند در شهر ولنو - ۲۰۰۹

لُبِریش (به آلمانی: Lobberich) یکی از شهرک‌های ایالت نوردراین-وستفالن آلمان و نزدیک به مرز هلند در شهر ولنو است. جمعیت این شهر حدود ۱۴٬۰۰۰ نفر است. از سال ۱۹۷۰ این شهرک قسمتی از شهر نتتال محسوب می‌شود.
صنایع سنتی این شهر پارچه‌بافی و کارخانه‌های مربوط به مهندسی مکانیک است.